# Fernandocrambus kuscheli
Fernandocrambus kuscheli là một loài bướm đêm trong họ Crambidae.